# Csipkefa bimbója
A Csipkefa bimbója kezdetű magyar népdalt Kodály Zoltán gyűjtötte a Nógrád vármegyei Vizsláson 1922-ben.
Feldolgozások:
| Szerző        | Mire                | Mű                           | Előadás |
| ------------- | ------------------- | ---------------------------- | ------- |
| Kodály Zoltán | gyermekkar          | Túrót eszik a cigány         | [ 1 ]   |
| Kodály Zoltán | vegyeskar           | Túrót eszik a cigány         | [ 2 ]   |
| Halmos László | ének, zongora       | Pianoforte II. 26. dal       |         |
| Ludvig József | ének, gitárakkordok | Kis kacsa fürdik…, 18. oldal |         |

## Kotta és dallam
| Csipkefa bimbója kihajlott az útra, rida, rida bom- bom- bom, kihajlott az útra. | Arra ment Jánoska, szakajt egyet róla, rida, rida, bom-bom-bom, szakajt egyet róla. |

## Felvételek
- Csipkefa bimbója - magyar népdal. Kövesdy-Nagy Zsuzsanna  YouTube (2011. január 4.)  (Hozzáférés: 2016. május 12.) (audió)
- Gölles Martin:  Repülj madár, repülj - Csipkefa bimbója. Nagy Johanna (ének), Katona Ágnes Ariadné (fuvola), Gölles Martin (zongora)  YouTube (2014)  (audió) 2:52-től.
- Csipkefa bimbója - 1 version. Gryllus Vilmos  musicMe (Hozzáférés: 2016. május 12.) (audió)
- Csipkefa bimbója. Ovitévé  YouTube (2016. május 10.)  (Hozzáférés: 2016. május 12.) (audió)